# 欧特勒维尔 (孚日省)
欧特勒维尔（法語：Autreville，法語發音：[otʁəvil] ⓘ）是法国大东部大区孚日省的一个市镇，属于讷沙托区。

## 地理
欧特勒维尔（48°29'3"N, 5°50'56"E）面积11.09 平方千米，位于法国大東部大區孚日省，该省份为法国东北部内陆省份，北起默兹省和默尔特-摩泽尔省，西接上马恩省，南至上索恩省和贝尔福地区省，东临上莱茵省和下莱茵省。
与欧特勒维尔接壤的市镇（或旧市镇、城区）包括：皮讷罗、巴里塞欧普兰、科隆贝莱贝勒、索叙尔莱瓦讷、瑟兰库尔、阿尔蒙维尔。

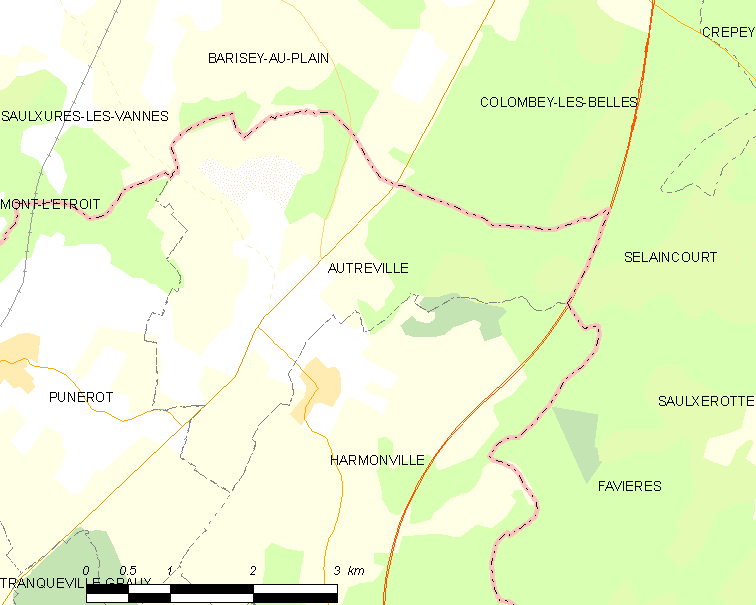
的OSM定位图

欧特勒维尔的时区为UTC+01:00、UTC+02:00（夏令时）。

## 行政
欧特勒维尔的邮政编码为88300，INSEE市镇编码为88020。

## 政治
欧特勒维尔所属的省级选区为讷沙托县。

## 人口

1962-2008年间人口变化图示

欧特勒维尔于2022年1月1日时的人口数量为191人。